# Waldwissen
 (août 2018).
Si vous disposez d'ouvrages ou d'articles de référence ou si vous connaissez des sites web de qualité traitant du thème abordé ici, merci de compléter l'article en donnant les références utiles à sa vérifiabilité et en les liant à la section « Notes et références ».
Waldwissen est une plate-forme internationale et multilingue d’information sur la forêt et la sylviculture,,, publiée par des instituts de recherche forestières et des administrations forestières en Allemagne, en Autriche, en Suisse et en France. Les éditeurs sont des instituts de recherche forestière coopérants et leurs partenaires publient les résultats de recherche actuels sur la plate-forme tout en facilitant le contact avec les experts. Les groupes cibles sont les décideurs du secteur forestier ainsi que tous les particuliers qui s’intéressent à la forêt.
Cette plate-forme interactive s’est établie dans les pays germanophones en tant que source d’information en ligne sur des sujets relatifs à la forêt. Plus de 2700 articles en allemand ainsi qu'environ 950 articles en langues étrangères sont disponibles en ligne – en français 402 articles fin juillet 2023.

## Organisation
Les éditeurs et les partenaires financent chacun une rédaction indépendante sur leurs fonds propres, qui prépare en permanence de nouveaux résultats d'études et les publie sur la plateforme sous forme d'articles compacts.
Chaque équipe de rédaction assure la responsabilité des articles qu’elle met en ligne. Elle recueille des éléments d’information auprès de diverses sources, les met en forme et les publie sur la plate-forme. Waldwissen est alimentée également par des contributions d’autres institutions, par exemple l'Office fédéral de l'environnement, la Caisse nationale suisse d'assurance en cas d'accidents (SUVA) ou la Station ornithologique suisse de Sempach.

## Histoire

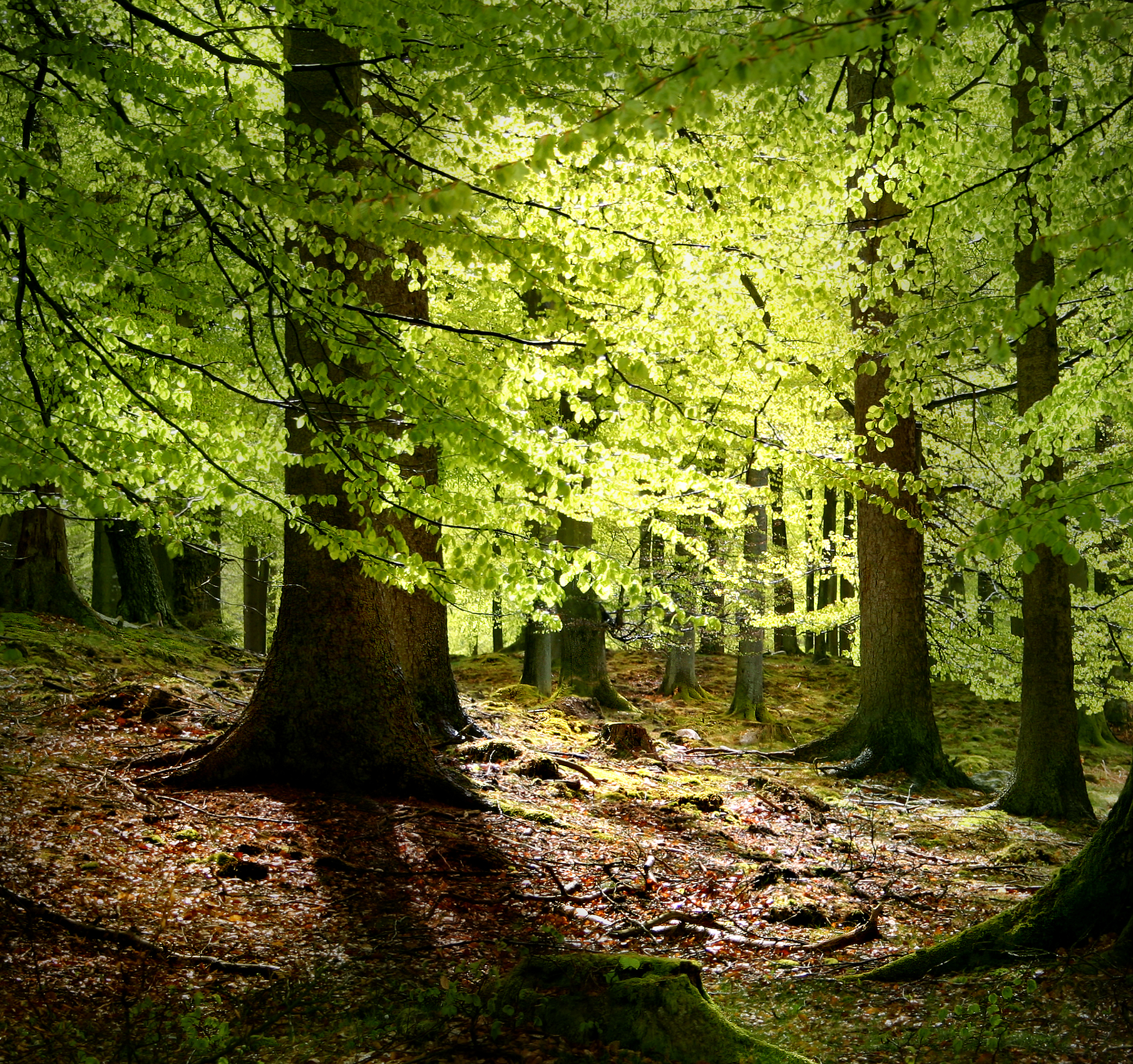
(Danemark).

L’Institut fédéral de recherches WSL lança l’idée d’une plate-forme qui fournirait aux gestionnaires les connaissances issues de la recherche forestière et environnementale à un endroit facilement abordable. Le prototype suisse waldwissen.ch fut mis en ligne en 2003.
Ce prototype reçut un accueil favorable. En même temps, les quatre instituts de recherche forestière: FVA de Fribourg, LWF de Freising, BFW de Vienne et WSL de Birmensdorf intensifièrent leurs efforts pour concevoir et alimenter une plate-forme d’information professionnelle commune. Cette version internationale faisait partie de l’initiative « KnowForAlp » qui comprenait au total 19 instituts de recherche de sept pays. Le résultat en était Waldwissen qui fut mis en ligne le 16 février 2005,.
Depuis son lancement, le volume d’informations disponibles sur Waldwissen a été en augmentation constante, et la plate-forme a été améliorée du point de vue technique. En 2007, Waldwissen fut récompensé par le prix Schweighofer de l’innovation technologique dans le domaine de la forêt et du bois, doté de 50 000 euros.
Pour son 15e anniversaire, waldwissen.net a fait l'objet d'une grande relance en 2020 et est désormais responsive. Pour ce relancement, le site a reçu une médaille de bronze dans le domaine de la valeur publique lors du Best of Swiss Web-Award 2021.